# 石原常太郎
石原 常太郎（いしはら つねたろう、1886年（明治19年）12月9日 - 1971年（昭和46年）1月14日）は、大日本帝国陸軍軍人。最終階級は陸軍少将。功三級。

## 経歴
1886年（明治19年）に京都府で生まれた。陸軍士官学校第19期、陸軍大学校第31期卒業。1932年（昭和7年）1月9日に第1師団司令部附となり、慶応義塾大学に配属され、4月11日に陸軍歩兵大佐に進級した。1933年（昭和8年）8月1日に第12師団司令部附となり、10月1日に戦車第3大隊長を経て、1935年（昭和10年）8月に名古屋連隊区司令官に就任した。
1936年（昭和11年）8月1日に陸軍少将に進級し、鎮海湾要塞司令官に着任。1938年（昭和13年）5月に歩兵第119旅団長（中支那派遣軍・第116師団）に転じ、漢口攻略戦に出動した。1939年（昭和14年）3月9日に留守第16師団司令部附となり、11月15日に待命、11月22日に予備役に編入された。
1947年（昭和22年）11月28日、公職追放仮指定を受けた。

## 栄典
勲章等
- 1940年（昭和15年）8月15日 - 紀元二千六百年祝典記念章[4]